# Ever Dream
Ever Dream (англ. Завжди мрій) — восьмий сингл фінської симфо-метал групи Nightwish та перший сингл за більш ніж два роки. Був анонсований як прелюдія до альбому Century Child.
Цей сингл має більше оперного вокалу ніж релізи, які будуть випущені пізніше, а в музиці ще більш посилюється металева складова звучання. Наживо пісню виконують з 2002 року по сьогоднішній день. Ever Dream був сертифікований в Фінляндії як золотий диск вже через два дні після виходу релізу, за більш ніж 5000 проданих копій, а потім отримав платиновий диск за більш ніж 10 000 проданих копій.

## Список композицій
1. Ever Dream
2. The Phantom of the Opera
3. The Wayfarer

## Учасники
- Туомас Холопайнен — композитор, клавишні, вокал
- Емппу Вуорінен — гітара
- Юкка Невалайнен — ударні
- Тар'я Турунен — вокал
- Марко Хієтала — бас-гітара